# Shinjū
Shinjū (心中, palavra composta pelos caracteres 心, mente, e 中, centro), que significa "duplo suicídio" e refere-se a qualquer comportamento destinado a tornar conhecida a verdade dos sentimentos, em particular o tipo de suicídio motivado pelo amor ou pela ternura familiar. O Shinjū amoroso, que atinge o seu apogeu na literatura teatral do século XVIII, também é chamado de Joshi, "morte passional". O Shinjū familiar é habitualmente utilizado para o suicídio de um grupo de pessoas unidas pelo amor, normalmente amantes, pais, filhos e inclusive famílias inteiras, assim chamado de Oyako Shinjū (suicídio com um dos filhos) ou Ikka Shinjū (suicídio de toda a família). Isto implica que se o coração for cortado, abre-se na descoberta da devoção a um amante, ou seja "revelando a morte do coração". Na verdade a palavra correcta é Shinjū-shi, porém shi que significa "morte", passou a omitir-se. Esta forma de suicídio disseminou-se desde os samurais para os habitantes da cidade rapidamente, e a última metade do Período Edo, veio a ser caracterizada por este fenómeno. Muitas histórias sobre o Shinjū permaneceram até aos dias de hoje, na forma de novelas, dramas e cantigas. Um exemplo é Shinjū Ten no Amijima, uma novela escrita por Chikamatsu Monzaemon no século XVII para teatro de marionetas (bunraku) e teatro joruri.
Os casos mais comuns de Shinjū envolve o suicídio do homem e da mulher quando acreditam que o seu amor um pelo outro não pode ser preenchido neste mundo, creditando que eles ficariam unidos de novo no céu, uma visão apoiada pelo ensino feudal no período Edo do Japão, que transmite a ideia de que o vínculo entre marido e mulher é continuado no outro mundo, e pelos ensinamentos da Terra Pura do Budismo em que se acredita que, através do duplo suicídio, pode-se alcançar o renascimento na Terra Pura. Outros casos envolvem o suicídio familiar como resultado do fracasso financeiro dos pais no negócio. Algumas pessoas podem também recorrer ao suicídio familiar com o intuito de proteger a sua própria honra.
No teatro japonês e na tradição literária, os suicídios duplos são os suicídios simultâneos de dois amantes que têm um "ninjo" ("sentimentos pessoais", "compaixão" ou "amor um pelo outro") que são contrários ao giri, "convenções sociais" ou obrigações familiares. Os duplos suicídios foram bastante comuns no Japão ao longo da história e o suicídio duplo é um tema importante do repertório do teatro de marionetas. O trágico desfecho da narração é geralmente conhecido pelo público e precedido por um michiyuki, uma pequena jornada poética, em que os amantes evocam os momentos mais felizes de suas vidas e as suas tentativas de se amarem uns aos outros.

## Leitura complementar
- Shinjū, por Laura Joh Rowland, HarperTorch, (1996), ISBN 978-0-06-100950-1
- Bunraku: The Art of Japanese Puppet Theatre, por Donald Keene, Kodansha America; (1990), ISBN 978-0-87011-193-8
- Some Prefer Nettles por Jun'ichirō Tanizaki, Vintage, (1995), ISBN 978-0-679-75269-1